# Burgbrennen
El Buergbrennen o Burgbrennen (en francés: Dimanche des Brandons) es una fiesta tradicional celebrada el primer domingo de Cuaresma sobre todo en Luxemburgo, pero también en el este de Bélgica y en la franja fronteriza de Alemania con ambos (en los estados de Renania-Palatinado y Sarre). Por tanto se suele referir al domingo en el que se lleva a cabo (conocido como Domingo de Ayuno) también como Domingo de Chispas (Funkensonntag). La fiesta está arraigada en la tradición con la costumbre de despedir al invierno después del carnaval «quemándolo», dando de esta forma la bienvenida a la primavera.

## Etimología
Contrariamente a lo que se puede pensar, la palabra buerg o burg no tiene que ver con su significado en las lenguas germánicas (torre), sino que proviene del verbo latín burere - quemar. En el sur de Bélgica, la fiesta aún conserva su nombre antiguo de dimanche des Bures (Domingo de la Quema), que posteriormente se adaptó a la forma francesa de Dimanche des Brandons. En las lenguas germánicas se llegó a formar un término conjunto de las dos raíces del verbo «quemar», tanto el de origen latín como el alemán, de ahí Burgbrennen o Buergbrennen.

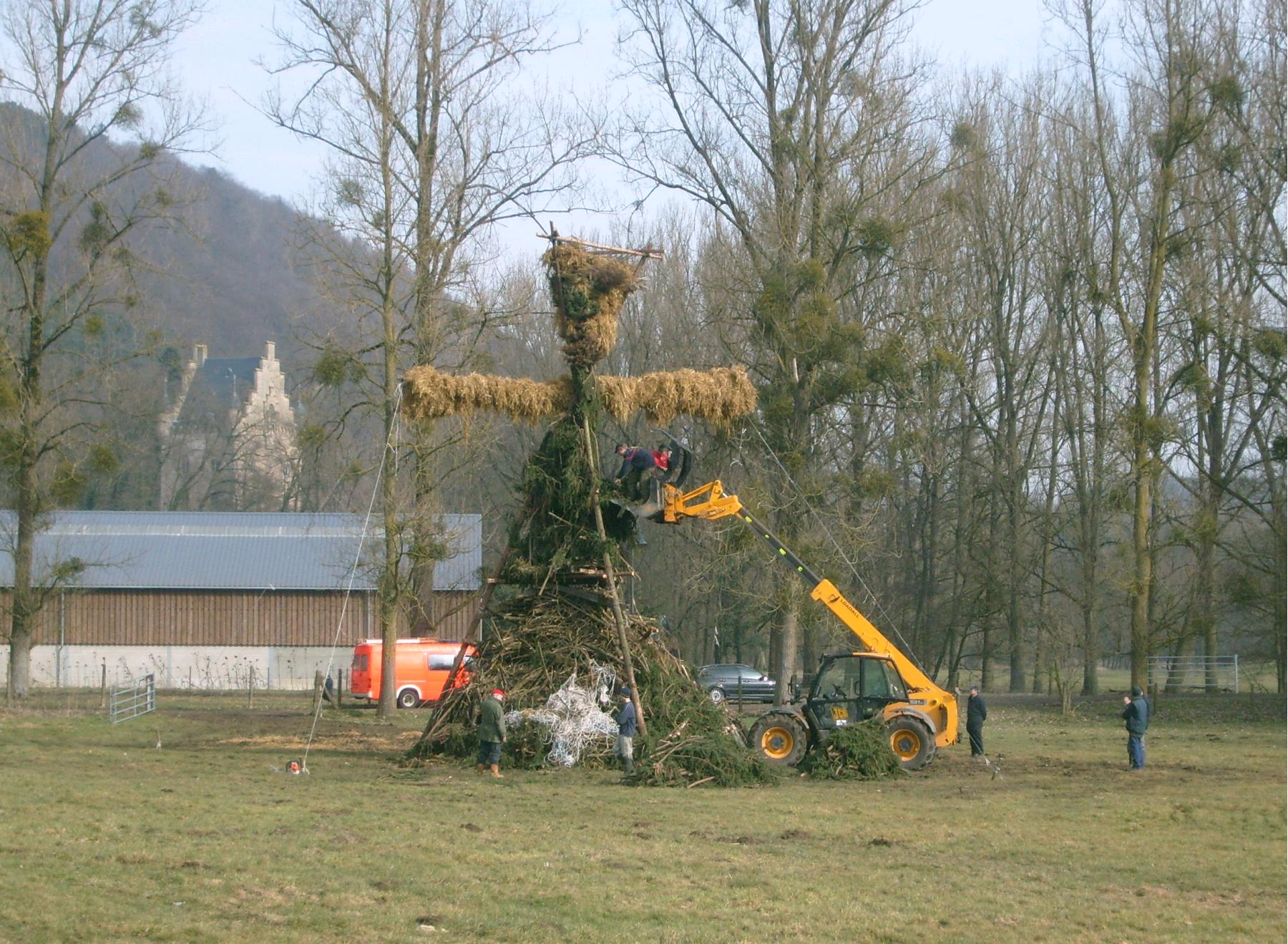
Preparando la cruz, Schoenfels - Luxemburgo, 2009

## Historia

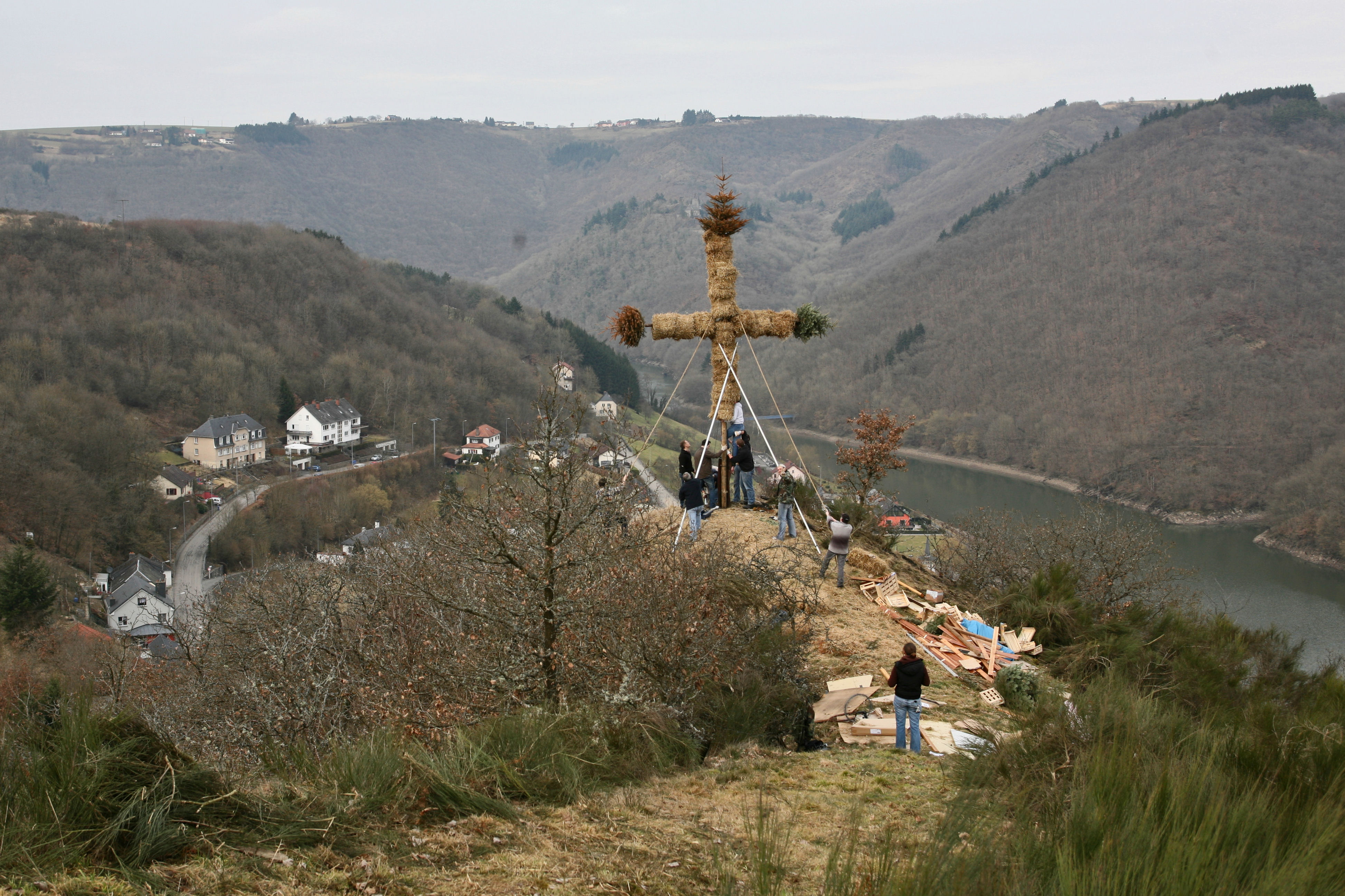
Buergbrennen, 2001

La costumbre de las hogueras tiene sus orígenes, con toda probabilidad, en fiestas paganas relacionadas con el equinoccio de marzo. El uso del latín en su nombre confirmaría además que fuera arraigada en la Antigua Roma, donde el año nuevo comenzaba el 1 de marzo. La actual tradición de celebrar la fiesta coincidiendo con el primer domingo de cuadragésima sería una aproximación de la fecha original del festivo, ajustada al calendario cristiano y con liturgia propia.
La Buergbrennen se celebraba antaño en grandes partes de Bélgica, Francia y Alemania, y es a partir de principios del siglo XX que ha ido en declive, manteniéndose como fiesta principal solo en Luxemburgo, donde es celebrada en el 75% del territorio, y zonas colindantes de dichos países. Cabe destacar que tanto en estos países como en otros Estados europeos se han impulsado otras fiestas tradicionales con la misma costumbre y mismo significado (la «quema» del invierno), como Biikebrennen en el norte de Alemania, Sechseläuten en Suiza y las hogueras de Pascua en gran parte del sprachraum alemán.
Originalmente, las piras de Buergbrennen eran hogueras sencillas, sin ningún añadido en concreto que simbolizara el invierno, incorporándose con el tiempo la estructura de tres pilares inclinados, en cuyo extremo se colocaría más tarde la imagen de una cruz, que luego pasaría a ser el elemento céntrico de la quema. No es del todo claro el motivo de esta costumbre, aunque tendría que ver probablemente con la Iglesia católica, que, no muy conforme con ciertas costumbres consideradas «paganas», en el siglo VII intentaba prohibir las hogueras. Sea como fuere, hoy en día la quema de la cruz no guarda ningún sentido religioso o político.
En tiempos pasados, la fiesta solo fue celebrada por los hombres del pueblo, admitiendo la presencia de mujeres solo en casos excepcionales. El hombre más recientemente casado tenía el honor de encender la hoguera, pero también la responsabilidad de asegurarse de contar con suficiente combustible (ramas secas, paja y artículos de madera), normalmente teniendo que amontonarlos en persona o pagar a otros que lo hicieran. También era él quien, al finalizar la hoguera, tenía que entretener a todos los presentes. Esta costumbre fue desapareciéndose en siglo XIX debido a los costos que aquello acarreaba, aunque en las últimas décadas, muchas de las autoridades locales han decidido reanudarla, asumiendo los gastos, eso sí - ajustándose la costumbre a las parejas recién casadas (no solo los hombres).

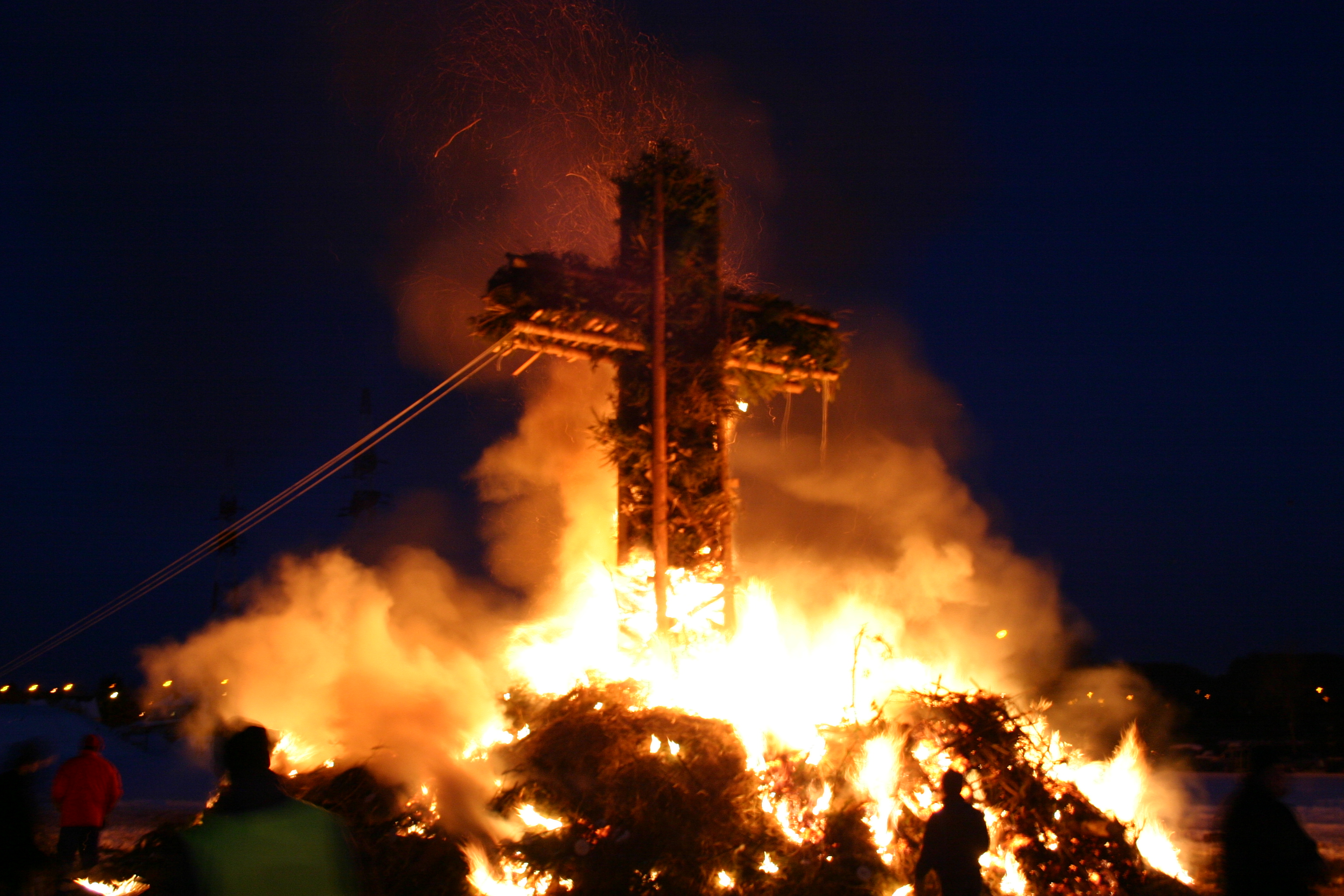
Buergbrennen, 2006, Cents

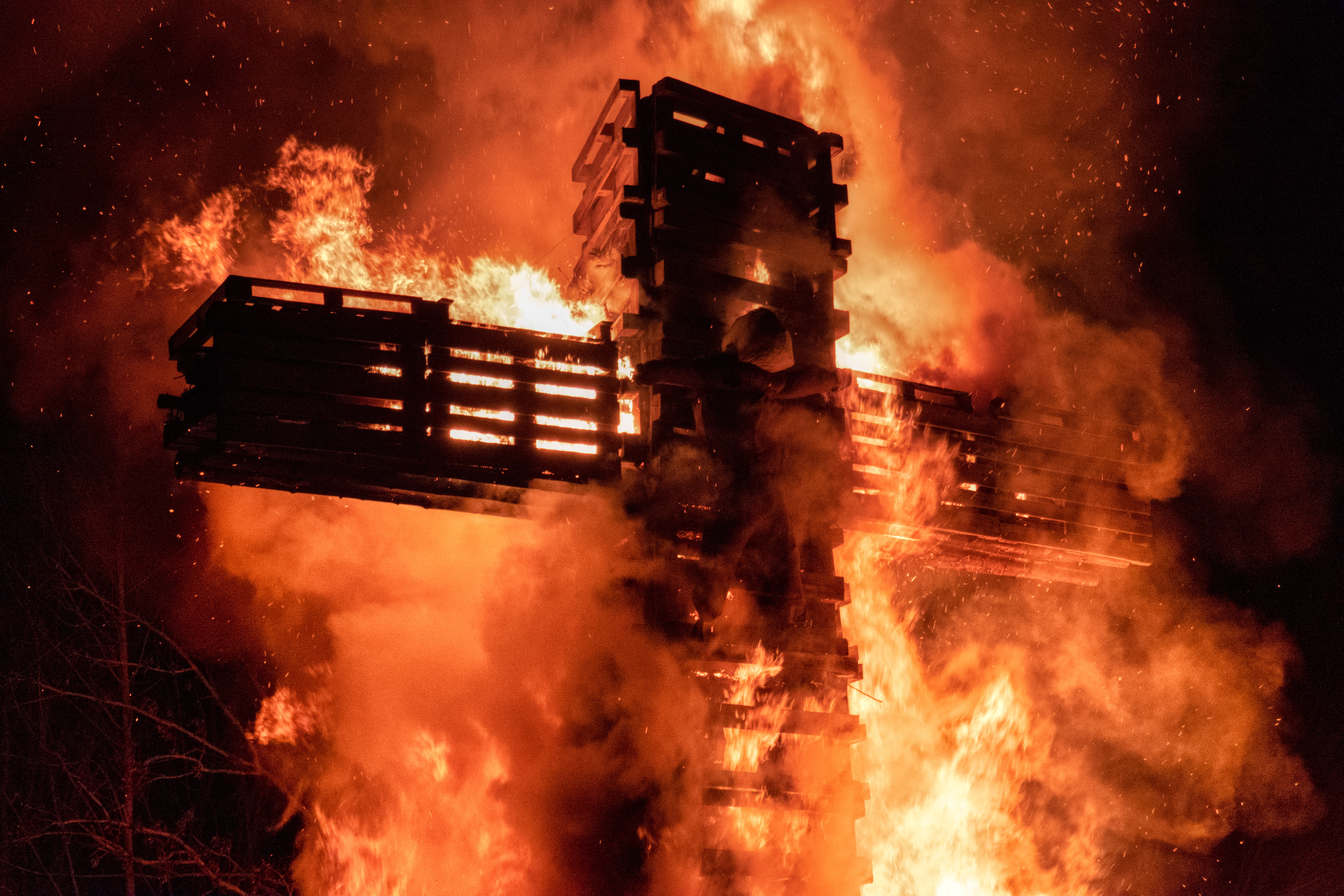
A veces se ata un muñeco de paja a la cruz. Bonnevoie, 2019

## En la actualidad
Hoy en día son las organizaciones juveniles y asociaciones locales (escultismo, exploradores, bomberos, etc.) quienes se encargan de los preparativos de la fiesta, recogiendo material incendiario, sobre todo abetos de las últimas navidades conservados a este fin por los convecinos, y los amontonan cubiertos de paja de heno seco, normalmente en la cima de una colina aledaña. En algunos sitios también se suelen quemar pequeñas piezas de los carruajes del carnaval, último vestigio invernal, como símbolo de la quema del invierno. Algunos afiliados se encargan de montar la cruz, a veces de tamaño considerable, y colocarla en la estaca.
Las celebraciones incluyen la presencia en torno a la hoguera de todos los lugareños, que en ciertos sitios, al atardecer, se ponen camino hacia la colina desde el municipio en una procesión con antorchas encendidas. En muchos lugares, la pareja que menos tiempo lleva casada tiene el honor de encender la hoguera. Durante las celebraciones no faltan los puestos y tiendas de comida y bebida, donde destacan las típicas salchichas. Según una leyenda tradicional, los viticultores locales, asomados a la hoguera, tienen el poder de predecir el tiempo que hará durante la primavera que acaba de empezar.